# Піттсборо (Індіана)
Піттсборо (англ. Pittsboro) — місто (англ. town) в США, в окрузі Гендрікс штату Індіана. Населення — 3682 особи (2020).

## Географія
Піттсборо розташоване за координатами 39°52′3″ пн. ш. 86°27′52″ зх. д. / 39.86750° пн. ш. 86.46444° зх. д. (39.867555, -86.464513).  За даними Бюро перепису населення США в 2010 році місто мало площу 7,64 км², уся площа — суходіл.

## Демографія
Згідно з переписом 2010 року, у місті мешкало 2928 осіб у 1072 домогосподарствах у складі 832 родин. Густота населення становила 383 особи/км².  Було 1128 помешкань (148/км²).
Расовий склад населення:
| - 96,7 % — білих - 0,7 % — азіатів - 0,4 % — корінних американців - 0,4 % — чорних або афроамериканців |

До двох чи більше рас належало 1,7 %. Частка іспаномовних становила 1,4 % від усіх жителів.
За віковим діапазоном населення розподілялося таким чином: 30,8 % — особи молодші 18 років, 58,3 % — особи у віці 18—64 років, 10,9 % — особи у віці 65 років та старші. Медіана віку мешканця становила 36,3 року. На 100 осіб жіночої статі у місті припадало 93,9 чоловіків;  на 100 жінок у віці від 18 років та старших — 88,8 чоловіків також старших 18 років.
Середній дохід на одне домашнє господарство  становив 82 487 доларів США (медіана — 78 047), а середній дохід на одну сім'ю — 87 737 доларів (медіана — 86 054). Медіана доходів становила 53 990 доларів для чоловіків та 40 197 доларів для жінок. За межею бідності перебувало 5,2 % осіб, у тому числі 2,6 % дітей у віці до 18 років та 6,1 % осіб у віці 65 років та старших.
Цивільне працевлаштоване населення становило 1566 осіб. Основні галузі зайнятості: освіта, охорона здоров'я та соціальна допомога — 21,6 %, виробництво — 13,5 %, роздрібна торгівля — 11,0 %, науковці, спеціалісти, менеджери — 9,8 %.